# Comuna de Tarłów
Tarłów (polaco: Gmina Tarłów) é uma gminy (comuna) na Polónia, na voivodia de Santa Cruz e no condado de Opatowski. A sede do condado é a cidade de Tarłów.
De acordo com os censos de 2004, a comuna tem 5805 habitantes, com uma densidade 35,4 hab/km².

## Área
Estende-se por uma área de 163,77 km², incluindo:
- área agrícola: 69%
- área florestal: 22%

## Demografia
Dados de 30 de Junho 2004:
|                      | Total   | Total | Mulheres | Mulheres | Homens  | Homens |
| -------------------- | ------- | ----- | -------- | -------- | ------- | ------ |
|                      | pessoas | %     | pessoas  | %        | pessoas | %      |
| População            | 5805    | 100   | 3011     | 51,9     | 2794    | 48,1   |
| Densidade (pop./km²) | 35,4    | 100   | 18,4     | 18,4     | 17,1    | 17,1   |

De acordo com dados de 2005, o rendimento médio per capita ascendia a 1604,63 zł.

## Comunas vizinhas
- Annopol, Bałtów, Ćmielów, Józefów nad Wisłą, Lipsko, Ożarów, Solec nad Wisłą